# Бондаренко, Григорий Антонович
Григо́рий Анто́нович (А́вгустович) Бондаре́нко (31.01(12.02) либо 11.02.1892, Новогеоргиевск — 31.1.1969, Харьков) — украинский советский художник, график, книжный иллюстратор, профессор Харьковского художественно-промышленного института.

## Биография
Сын обрусевшего прибалтийского немца, ветерана Крымской войны, георгиевского кавалера, столяра-краснодеревщика Августа Ляпса и украинки Марии Бондаренко. (Родители не венчались: лютеранин Ляпс не захотел переходить в православие, и их дети — дочь и пятеро сыновей — получили фамилию матери.)
Учился в Миргородской художественной школе (1909), Виленской рисовальной школе (1909-11) в одно время с Х. Сутиным и Н. Циковским, Одесском художественном училище (1911-15) у К. Костанди, Петроградской АХ (1915-17) у Г. Залемана, И. Творожникова, во ВХУТЕИНе (1923-27, Ленинград) у В. М. Конашевича и К. С. Петрова-Водкина. С 1927 жил в Харькове.
С 1920 по 1923 гг. работал в мастерских «УкРОСТА». В 1927-41 оформлял и иллюстрировал художественные издания для детей. Участвовал в выставках с 1924 года. Рисовал для журналов Харькова и Киева («Красный перец» — 1922; «Тук-тук» — 1929; «Універсальний журнал» («УЖ») — 1929; «Жовтеня́» (Октябрёнок) — 1934-36 и др.).
Своеобразный и яркий стилистический облик его творчества сформировался под воздействием импрессионизма К. Костанди (этюды 1910-х и 1960-х гг.), живописи К. С. Петрова-Водкина, П. Филонова, П. Сезанна, графики старых мастеров (Рембрандта) и русского лубка.
Работал в области станковой и книжной графики, преимущественно в технике литографии: оформил, в частности, книжки С. Маршака, Л. Квитко, А. Барто, С. Михалкова, Д. Фурманова. Иллюстрировал классиков: Лесю Украинку (Вишеньки, 1947), Тургенева (Муму, Бирюк, 1934), Лермонтова (Бородино, 1948).
Широко известны были его станковые литографии, вошедшие в юбилейные альбомы: к 100-летию со дня смерти Пушкина («Пушкин среди цыган», 1937) и к 125-летию со дня рождения Шевченко («Шевченко в Орской крепости», 1938).
Мастер лирического пейзажа: «Снег выпал. Дворик» (1937), «Развалины. Харьков» (1944), «Весна» (1944), «Река Тясмин» (1944), «На Днепре» (1947), «Днепр. Полдень» (1948), «В заснеженном парке», «На причале» — все в технике автолитографии.
Член СХУ с 1938 года.
В 1945-69 годах преподавал в Художественном (с 1963 г. — Художественно-промышленный) институте (профессор). Среди наиболее известных учеников — Виталий Куликов, Виталий Ленчин, Владимир Ненадо.
Почти все довоенные работы Б. погибли (были разграблены) во время нацистской оккупации Харькова 1941-43 гг.
Персональные выставки: 1962, Харьков, Художественный институт; 1974, Харьков, Художественный музей.
Работы хранятся в Харьковском художественном музее, Национальном художественном музее Украины (Киев) и др.

## Список каталогов выставок, в которых принимал участие Г. Бондаренко
- Художники-графики Харькова. — М., 1938
- Гравюра и литография Советской Украины. — Ереван, 1939.
- Виставка художників Харкова у Львові. — 1940.
- Всесоюзная художественная выставка. — М.-Л., 1946.
- VIII українська художня виставка. — К., 1946.
- Выставка графических работ художников Украины. — Л.-Таллин, 1946.
- Виставка творів українських художників. — Ужгород, 1947.
- Выставка графических работ художников Украины. — Курск, 1947.
- Виставка творів українських художників. — Сталіно-Ворошиловград-Маріуполь, 1947.
- Мастера графики Советской Украины. Передвижная выставка для столиц братских республик. — 1948.
- IX українська художня виставка. — К., 1948.
- X українська художня виставка. — К., 1949.
- Выставка изобразительного искусства Украинской ССР. (Декада украинского искусства и литературы в Москве). — 1951.
- Выставка украинской советской графики. — Астрахань, 1953.
- Выставка «Украинская советская графика», посвящённая 300-летию воссоединения Украины с Россией. — Курск, 1954.
- Выставка графики художников Харькова, посвящённая 300-летию воссоединения Украины с Россией. — Орёл, 1954.
- Выставка графики художников Харькова (Посв. 300-летию Харькова). — Х.-Тбилиси-Ленинград, 1955—1956.
- Выставка украинского советского эстампа. — М., 1956.
- XIV обласна художня виставка. — Х., 1957.
- Виставка графіки художників Харкова, присвячена 40-річчю Радянської України. — Х., 1957.
- Ювілейна художня виставка Української РСР, присвячена 40-річчю Великої Жовтневої соціалістичної революції. — К., 1957.
- Всесоюзная выставка эстампа. — М., 1958.
- Художественная выставка «Советская Украина». Декада искусства и литературы в Москве. — К., 1960.
- Республиканская художественная выставка 1961 года. — К., 1961.
- Художня виставка, присвячена 100-річчю з дня смерті Т. Г. Шевченка. — К., 1961.
- Республиканская выставка украинской советской графики 1917—1962 гг. — К., 1962.
- Виставка української графіки. — Сан-Франціско, 1963.
- Юбилейная художественная выставка, посвящённая 150-летию со дня рождения Т. Г. Шевченко. — К., 1964.
- Всесоюзная юбилейная художественная выставка «50 лет советской власти». — М., 1967.
- Каталог выставки Г. Бондаренко в Харьковской муниципальной галерее. — Х., 2002. — 20 с.

## Список книг, иллюстрированных Г. Бондаренко
- Н. Забила. П’ятнадцятий жовтень. Вірші. — Х., 1932.
- Г. Гербет. На чатах. З життя та боротьби піонерів Чехословаччини. — Х.-Од., 1933.
- О. Донченко. Кулемет. Оповідання. — Х.-Од.: Веселка, 1934. —12 с., іл.
- І. Тургенєв. Муму. Бірюк. —Х.-Од.: Веселка, 1934. —38 с., іл. — 30 тис. прим. — Пер. з рос. під ред. В. Підмогильного. — Іл. Г. Бондаренка.
- Д. А. Фурманов. Червоний десант / Пер. М. Пилинської, іл. Г. Бондаренка. — Х.-Од.: Веселка, 1934. — 40 с., іл. — 20 тис. прим.
- С. Зарічна. Рятівник. — Х.: Дитвидав, 1934.
- Х. К. Андерсен. Казки. — Х.-Од., 1935.
- Л. Квітко. Лист товаришу Ворошилову. — Х., 1935.
- М. А. Пригара. Хто швидше / Мал. Г. Бондаренка. — Х.: Веселка, 1935. — 12 с., іл. — 30 тис. прим.
- С. Маршак. Пошта (Вірші). — Х., 1935, 1937.
- І.І. Нехода. Голуб-гонець / Іл. Г. Бондаренка. — Х.-Од.: Веселка, 1936. — 23 с., іл. — 20 тис. прим.
- І.Н. Кіпніс. Гарний порядок. (Оповідання). Іл. Г. Бондаренка. — Х.-Од.: Веселка, 1936. — 32 с., іл. (євр.). — 3 500 прим.
- П. Ортіга. Чорні сорочки. — Х.: ДВОУ Молодий більшовик, 1936.
- М. Поліщук. Мамлакат. — Х.: Дитвидав, 1936. — 14 с.
- А. Смірнов. В країні злиднів та мільярдів. — Х.: ДВОУ Молодий більшовик, 1936.
- А. Барто. Для маленят (вірші, казки). — Х.-Од.: Веселка, 1937. — 16 с., іл. — 200 тис. прим. — Пер. з рос. Н. Забіли. — Іл. Г. Бондаренка.
- В. Маяковський. Ким бути? — Х.-Од.: Веселка, 1937. — 16 с., іл. — 30 тис. прим. — Пер. з рос. М. Пригари.
- Й. Котляр. Наші знайомі. Вірші та оповідання. — Х.-Од., 1937.
- Л. Пантелєєв. Пакет. — Х.: Веселка, 1938. — 76 с., іл. — 35 600 прим. — Серія «Шкільна б-ка». — Пер. з рос. С. Ковганюка.
- Г. Бондаренко. Два Мишука (рис. без текста для дошкольников). — Х., 1940.
- М. Зиан. Конник. — Х., 1940.
- С. Михалков. Кораблики. Стихи. — Х., 1941.
- Н. Забіла. Городники. Вірші. — Х., 1945.
- О. Копиленко. Сонце. — Х.-К.: Укр. держ. видав., 1946. — 32 с., іл. — 20 тис. прим. — Худ. Г. Бондаренко.
- Леся Українка. Вишеньки. — Х.: Дитвидав, 1947. — 8 с.
- М. Лермонтов. Бородино. — Х.: Издание Харьковского обл. отделения художественного фонда СССР, 1948. — 12 с.

## Галерея
- Т. Г. Шевченко и его земляк Обеременко (Новопетровский форт). 1961. Автолитография, 30 х 40,5